# HMS Wheatland (1941)

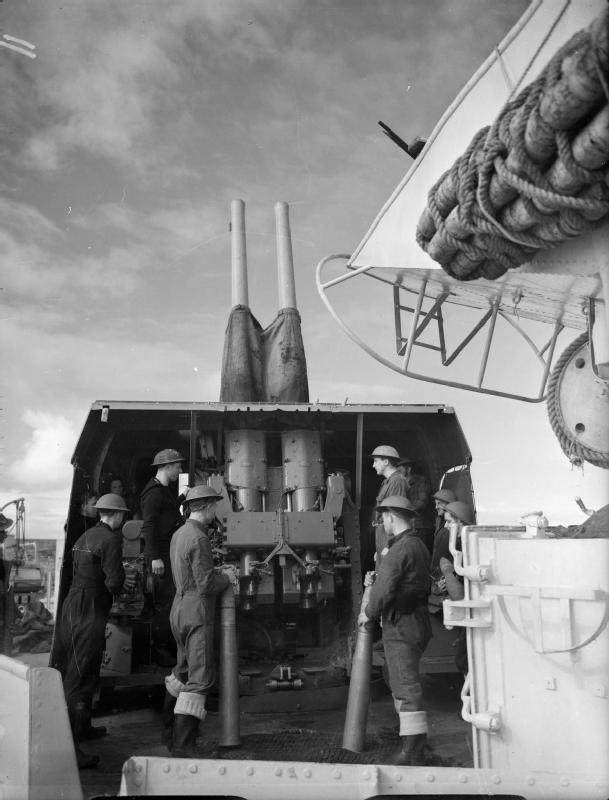
Расчёт 4-дюймового зенитного орудия Mk XVI на эсминце «Уитленд»

HMS Wheatland (L122) — британский эскортный миноносец (эскортный эсминец) типа «Хант» (серия «Хант 2»), участвовавший во Второй мировой войне.

## История
Эсминец получил название в честь ежегодного охотничьего мероприятия, проводимого клубом в Шропшире. Заказ под номером J1849 на строительство «Уитленда» поступил 4 сентября 1939 в рамках программы военного строительства на 1939 год. Строительство началось 30 мая 1940, спуск корабля на воду состоялся 7 июня 1941, а строительство завершилось 3 ноября 1941. В декабре месяце участвовал в организации десантной морской операции «Анклет» на Лофотенские острова (к северо-западу от Норвегии). Базировался корабль в городе Портсмут, откуда выходил на патрули до марта 1942 года.
Вскоре «Уитленд» был приписан к 8-й флотилии эсминцев Хоум-Флита и вплоть до сентября 1942 года занимался сопровождением конвоев, шедших в СССР. Конвоирование не обходилось без происшествий: 1 мая 1942 года после выхода с базы Скапа-Флоу в Исландию эсминец, прикрывая транспортный конвой и следуя за флагманским линкором «Кинг Джордж», столкнулся с одним из кораблей. 23 мая эсминец покинул Исландию с герцогом Йоркским на борту в составе группы кораблей, направленных на нейтрализацию и ликвидацию линкора «Тирпитц» (тем самым необходимо было защитить конвои PQ-16 из Хвальфорда и PQ-12 из Мурманска). Конвои выходили одновременно, поэтому задача усложнялась. PQ-16 с 26 мая в течение пяти дней подвергался авианалётам вермахта; одно торговое судно было потоплено немецкой подлодкой 26 мая, а 27 мая авиация уничтожила ещё шесть кораблей, однако оставшиеся 27 прибыли успешно в ночь с 30 мая на 1 июня. PQ-12 прибыл в Исландию без особых происшествий 29 мая.
В конце июня 1942 года HMS Wheatland отправился в составе эскадры из 14 эсминцев для сопровождения конвоя PQ-17, который стал печально известен из-за гибели 22 транспортов из 33. Постоянные авианалёты и атаки подводных лодок были вызваны неправильно истолкованным приказом первого морского лорда сэра Дадли Паунда от 4 июля «Конвою рассеяться!», отданным по причине обнаружения в открытом море линкора «Тирпитц» и крейсера «Адмирал Хиппер». 8 июля 1942 «Уитленд» прибыл на базу Скапа-Флоу.
Следующий британский конвой вышел из Лох-Ив 2 сентября 1942, а советский — 13 сентября из Архангельска. Wheatland при поддержке корабля своего класса «Уилтон» сопровождал эскортный авианосец «Эвенджер», который был прикреплён к группе прикрытия конвоя (группа состояла из 16 эсминцев и возглавлялась крейсером HMS Scylla). Немецкие надводные корабли не пытались воспрепятствовать движению конвоя, а вот бомбардировщики и самолёты-торпедоносцы всячески стремились уничтожить конвой: ими были уничтожены из 40 кораблей 10; помимо всего прочего, три корабля были потоплены подводными лодками. Наибольший урон конвой понёс 13 сентября. Всего было задействовано 65 самолётов люфтваффе, из них 13 были сбиты зенитными огнём. 14 сентября 50 торпедоносцев снова попытались уничтожить конвой, но 20 были сбиты (из них 5 уничтожили лично моряки «Эвенджера»). Возвращавшийся конвой потерял три из 15 транспортных кораблей, два корабля сопровождения и вспомогательное судно по причине торпедных атак субмарин. В ответ британцы уничтожили три подводные лодки: U-589 12 сентября, U-88 14 сентября и U-457 16 сентября.
С января 1943 года «Уитленд» участвовал в патрулировании вод Средиземноморья, где пребывал до 1944 года, за что был вознаграждён множеством почестей и упоминаний в списках. 17 февраля 1943 им при помощи миноносца «Истон» около Бужи была потоплена итальянская подводная лодка «Астерия» типа «Платино». 23 февраля при поддержке эсминцев «Ламертон» и «Бичестер» потопил близ Алжира немецкую субмарину U-443. В дальнейшие обязанности HMS Wheatland входила охрана конвоев. Также он выполнял задания по бомбардировке итальянского побережья в преддверии Сицилийской операции.
В июне 1944 года эсминец был переведён в 22-ю флотилию эсминцев на Мальте и отправился к южному побережью Франции для бомбардировки побережья и помощи союзникам в Южно-Французской операции. Основным портом приписки тогда оставался Алжир. В сентябре месяце он прибыл в Адриатическое море в рамках британской военной миссии по оказанию помощи югославской партизанской армии. 1 ноября 1944 у острова Паг «Уитленд» при поддержке эсминца своего класса «Эйвон Вейл» вступил в сражение с немецким флотом: ему противостояли двое немецких охотников за подводными лодками UJ-202 и UJ-208 (бывшие итальянские корветы типа «Габбиано») и немецкий миноносец TA20. Все три корабля были уничтожены метким огнём британцев: неоценимую помощь им оказали югославские партизаны, сообщившие данные о перемещении кораблей. Более 200 немецких солдат погибли, в плен попали около 70 человек. Вплоть до марта 1945 года корабль оставался в Адриатическом море.
Конец боевых действий в Европе «Уитленд» встретил в Таранто, стоя на дозаправке и ремонте. 19 июня 1945 он был выведен из состава флота, а после обмена военнопленных с Японией корабль был отведён в резерв в Девонпорте. В 1953 году его отправили в Гибралтар в состав резервного флота. В сентябре 1957 года состоялось списание корабля и его продажа BISCO для разрезки на металл.

## Командиры
| Командир               | Воинское звание    | Время службы                      |
| ---------------------- | ------------------ | --------------------------------- |
| Рональд де Лейтон Брук | лейтенант          | 7 октября 1941 — сентябрь 1943    |
| Хью Аскью Корбетт      | лейтенант          | сентябрь 1943 — 18 декабря 1944   |
| Филипп Арчер-Ши        | лейтенант-командер | 18 декабря 1944 — 14 августа 1945 |
| Роберт Грэм Вудворд    | лейтенант          | 14 августа — 31 декабря 1945      |